# Бретань (линкор, 1913)
«Бретань» (фр. Bretagne) — французский Линкор. Головной во второй серии французских линейных кораблей 1910-х годов. Назван в честь французского региона Бретань. «Бретань» и его систершипы по своим размерам не превосходили предшествующий тип «Курбэ», ограниченные возможностями имевшихся на французских военно-морских базах доков. В годы Первой мировой линкор «Бретань» не сделал ни одного выстрела по противнику.

## Служба
6 июня 1915 года «Бретань» вышел из Бреста и, после стоянки в Гибралтаре с 9 по 13 июня, прибыл в Тулон. Здесь с 20 июля проходили ходовые испытания и испытания вооружения, которые продолжались до конца года. 10 февраля 1916 года корабль официально вошёл в состав действующего флота.
В 1917 году «Бретань» базировался на острове Корфу. С 12 ноября по 6 декабря корабль проходил докование на Мальте и снова вернулся на рейд Корфу. С 11 июля до 21 декабря 1917 года флагманский корабль командира 1-й дивизии, контр-адмирала Саго-Дювару.
18 февраля 1919 года был выведен из состава флота. До 18 октября 1919 года «Бретань» проходил свою первую модернизацию для повышения эффективности артиллерии главного калибра.
3 июля 1940 года в ходе операции «Катапульта» потоплен огнём британского линейного крейсера «Худ». При этом погибли 997 человек.